# List Verlag
List Verlag ist ein Imprint der Ullstein-Buchverlage in Berlin. Er geht auf eine Tradition seit 1894 zurück.

## Geschichte

### Paul List Verlag Leipzig, 1894–1944

Geschäftshaus in Leipzig, um 1910

Am 1. April 1894 gründete der Buchhändler Paul List einen Verlag in Berlin. 1896 verlegte er ihn nach Leipzig in die Carolinenstraße 22. Dort wurden vor allem Unterhaltungsliteratur und einige Sachbücher herausgegeben.
Ab 1919 war der Sohn Paul Walter List Teilhaber. Danach wurde dort auch etwas anspruchsvollere Literatur verlegt. 1929 übernahm er nach dem Tod des Vaters die Leitung allein. 1933 wurde der Horen-Verlag mit seinen Erfolgsautoren übernommen und trug erheblich zum wirtschaftlichen Bestehen bei.
Wahrscheinlich 1944 wurde der Paul List Verlag, wie die meisten anderen Buchverlage, im Deutschen Reich geschlossen.

### Paul List Verlag Leipzig, 1947–1990
1947 erhielt er vormalige Prokurist Heinz Schöbel in Leipzig eine Lizenz zur Neugründung des Paul List Verlages als Treuhänder durch die sowjetische Militäradministration. Der vorherige Eigentümer Paul Walter List in München verlor alle Einflussmöglichkeiten. 1977 wurde er der Verlagsgruppe Kiepenheuer in Leipzig eingegliedert, publizierte aber weiter mit seinem Namen.
1990 hörte der Paul List Verlag in Leipzig auf zu bestehen. Einige Verlagsrechte und Archivalien wurden vom Paul List Verlag in München erworben.

### Paul List Verlag München, 1946–2002
1946 erhielt der vorherige Eigentümer Paul Walter List Lizenzen für die Neugründung von Verlagen in München und in Innsbruck, 1947 dann in Freiburg i. Br. und 1948 in Frankfurt a. M. und Hamburg.
1960 legte er sie alle zu einem Unternehmen in München zusammen.
1964 wurde der Süddeutsche Verlag Teilhaber. 1972 gab Paul Walter List die Leitung ab. 1982 wurde der Paul List Verlag der Südwest Verlagsgruppe eingegliedert, bestand aber weiter mit seinem Namen. 1999 wurde diese an den Springer-Verlag verkauft.

### List seit 2003
2003 kaufte die deutsche Tochter des schwedischen Bonnier-Konzerns die Verlagsgruppe Südwest – List – Econ und verlegte sie 2004 als Ullstein-Buchverlage nach Berlin. Seitdem besteht List als Imprint. Dort erscheint vor allem Unterhaltungsliteratur als Belletristik und Sachbücher.